# Diadkóvskaya
Diadkóvskaya (en ruso: Дядьковская) es una stanitsa del raión de Korenovsk del krai de Krasnodar, en Rusia. Está situada a orillas del río Beisuzhok Izquierdo, afluente del río Beisug, 23 km al noroeste de Korenovsk y 56 km al nordeste de Krasnodar, la capital del krai. Tenía 4 456 habitantes en 2002 y 4 377 habitantes en 2010
Es cabeza del municipio Diadkóvskoye, al que pertenece asimismo Séverni.

## Historia
La localidad fue fundada en 1794, como uno de los primeros cuarenta asentamientos de los cosacos del Mar Negro en su migración ordenada por Catalina II desde el Sich de Zaporizhia. Luego llegarían más familias de cosacos provenientes de las gubernias de Poltava y Chernígov. En 1917 la localidad contaba con 8 045 habitantes. En 1920 se formó el selsoviet. 

## Demografía
| 2002  | 2010  |
| ----- | ----- |
| 4 456 | 4 377 |

### Composición étnica
De los 4 456 habitantes que tenía en 2002, el 92.4 % era de etnia rusa, el 3.3 % era de etnia armenia, el 1.6 % era de etnia ucraniana, el 0.6 % era de etnia bielorrusa, el 0.5 % era de etnia griega, el 0.2 % era de etnia azerí, el 0.1 % era de etnia adigué, el 0.1 % era de etnia georgiana, el 0.1 % era de etnia tártara, el 0.1 % era de etnia gitana, el 0.1 % era de etnia alemana

## Personalidades
- Víktor Zajárchenko, folclorista.